# Йохана фон Хоенцолерн-Зигмаринген
Йохана фон Хоенцолерн-Зигмаринген (на немски: Johanna von Hohenzollern-Sigmaringen; * 23 юни 1543 или 1548; † 22 февруари 1604 във Валерщайн) от швабската линия на род Хоенцолерн е графиня от Хоенцолерн-Зигмаринген и чрез женитба графиня на Йотинген-Валерщайн в Швабия, Бавария и на Шпилберг.
Тя е дъщеря на граф Карл I фон Хоенцолерн (1516 – 1576) и съпругата му маркграфиня Анна фон Баден-Дурлах (1512 – сл. 1579), дъщеря на маркграф Ернст фон Баден-Дурлах (1482 – 1553) и първата му съпруга Елизабет фон Бранденбург-Ансбах-Кулмбах (1494 – 1518).
Йохана фон Хоенцолерн-Зигмаринген се омъжва на 13 януари 1564 г. в Мюнхен за граф Вилхелм II фон Йотинген-Валерщайн-Шпилберг (* 1544; † 14 октомври 1602)
Нейният брат граф Карл II фон Хоенцолерн-Зигмаринген (1547 – 1606) се жени на 18 януари 1569 г. за Евфросина фон Йотинген (1552 – 1590), сестра на съпруга ѝ.
Йохана умира на 22 февруари 1604 г. във Валерщайн на 55 години.

## Деца
Йохана фон Хоенцолерн-Зигмаринген и граф Вилхелм II фон Йотинген-Валерщайн-Шпилберг и имат 21 деца:
- Албрехт (16 септември 1565 – 17 ноември 1565)
- Якобея (*/+ 23 март 1567)
- Анна (19 март 1568 – 13 февруари 1589)
- Маргарета (* 1 юни 1569)
- Вилхелм III (10 септември 1570 – 1600), граф на Йотинген-Шпилберг, женен на 2 октомври 1589 г. за Елизабет Фугер графиня цу Кирхберг и Вайсенхорн (10 юни 1570 – 12 март 1596)
- Катарина (25 октомври 1571 – 1572)
- Волфганг III (26 май 1573 – 7 септември 1598 във Виена), граф на Йотинген-Валерщайн, женен 1595 г. за Йохана де Мол (1 юни 1574 в Брюксел – 11 ноември 1614)
- Мартин (7 март 1574 – 14 януари 1587)
- Карл (28 август 1575 – 23 юли 1593 в Антверпен)
- Фридрих (6 ноември 1576 – 9 август 1581/23 юли 1593)
- Улрих (13 февруари 1578 – 30 септември 1605 в Комаром, Унгария), граф на Йотинген-Валерщайн, женен на 25 януари 1604 г. в Аугсбург за Барбара Фугер фрайин цу Кирхберг и Вайсенхорн (7 ноември 1577 – 4 май 1618)
- Мария Салома (5 април 1579 – 10 юни 1579)
- Сидония (21 август 1580 – 12 март 1582)
- Мария (10 януари 1582 – 13 март 1647), омъжена на 1 февруари 1616 г. за граф Карл Лудвиг фон Зулц (9 август 1560 – 29 септември 1616)
- Анна Якобея (8 септември 1583 – 22 септември 1583)
- Ернст I (24 октомври 1584 – 18 май 1626), граф на Йотинген-Балдерн, женен на 20 септември 1608 г. във Визенщайг за графиня Катарина фон Хелфенщайн-Визенщайг (9 декември 1589 – 12 януари 1638 в Бохемия)
- Евфросина (* 10 ноември 1585)
- Маргарета (* ок. 1586)
- Албрехт (1587 – 1593)
- Мария Якобея (ок. 1588 – 1595)
- Елизабет (* ок. 1589 – 1595)